# Желязково (Великопольське воєводство)
Желязково (пол. Żelazkowo) — село в Польщі, у гміні Неханово Гнезненського повіту Великопольського воєводства.
Населення — 260 осіб (2011).
У 1975—1998 роках село належало до Познанського воєводства.

## Демографія
Демографічна структура станом на 31 березня 2011 року:
|          | Загалом | Допрацездатний вік | Працездатний вік | Постпрацездатний вік |
| -------- | ------- | ------------------ | ---------------- | -------------------- |
| Чоловіки | 120     | 26                 | 78               | 16                   |
| Жінки    | 140     | 29                 | 71               | 40                   |
| Разом    | 260     | 55                 | 149              | 56                   |